# José van Dam

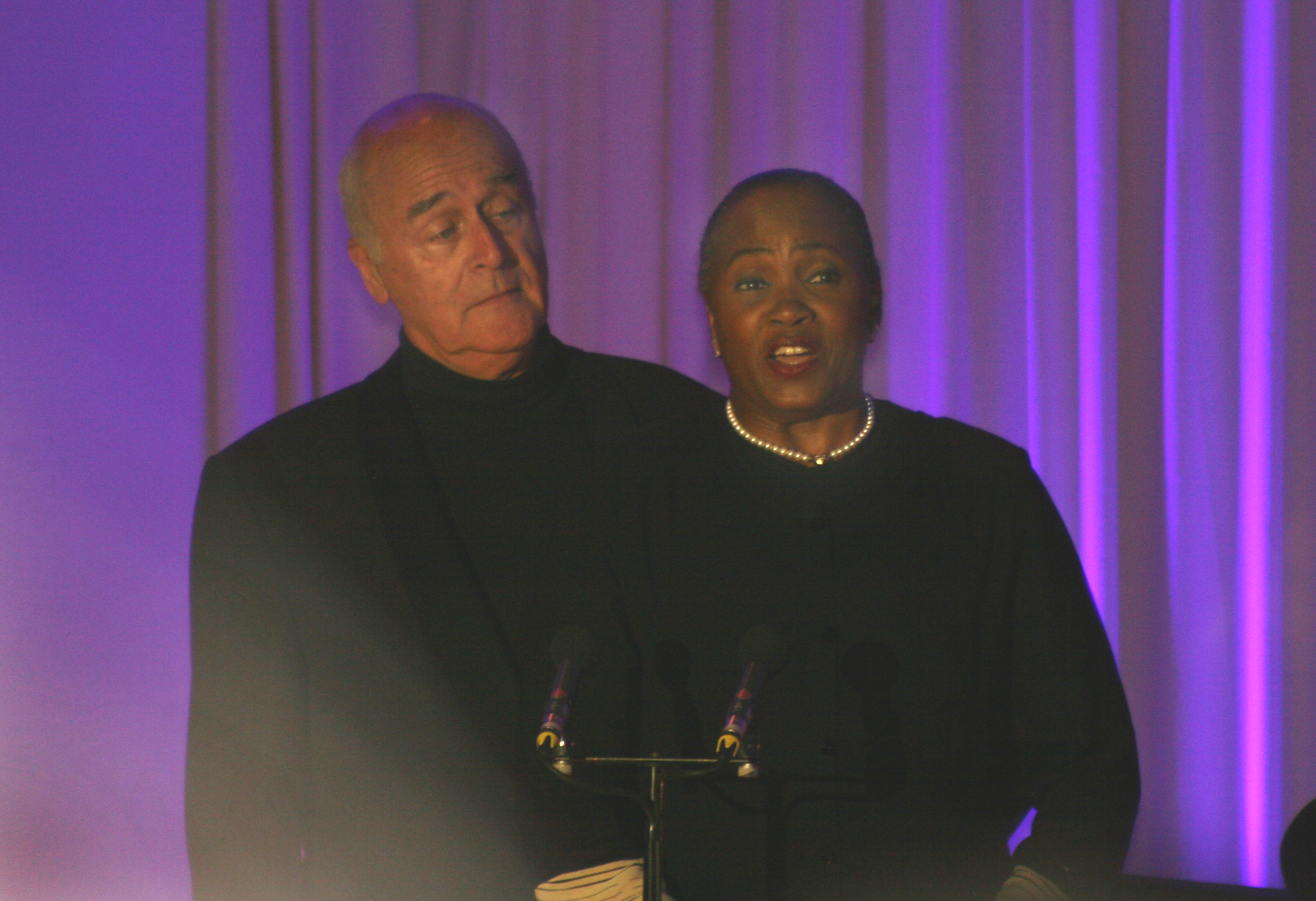
José van Dam a Barbara Hendricks

José van Dam, rodným jménem Joseph van Damme (* 5. srpna 1940, Brusel) je belgický operní pěvec, basbaryton. Získal řadu významných ocenění, Cenu německých kritiků (1974), Zlatou medaili belgického tisku (1976), Grand Prix de l’Académie Française du Disque (1979), Orphée d’Or (1980, 1994), Cenu evropských kritiků (1985), Diapason d’Or a Prix de la Nouvelle Académie du Disque (1993).